# Église de Tous-les-Saints de Rome
L’église de Tous-les-Saints (anglais : All Saints' Church ; italien : Chiesa di Ognissanti) est un édifice religieux situé à Rome, en Italie. Elle fait partie d'une congrégation de langue anglaise active qui représente la communion anglicane dans cette ville.

## Description
Le bâtiment de l'église est bâti en brique rouge de style néo-gothique. Il est situé Via del Babuino, à une centaine de mètres des Escaliers de la place d'Espagne. L'architecte était George Edmund Street (1824-1881). Elle est utilisée régulièrement pour des concerts, en plus des services ecclésiastiques. 